# Nervul sciatic

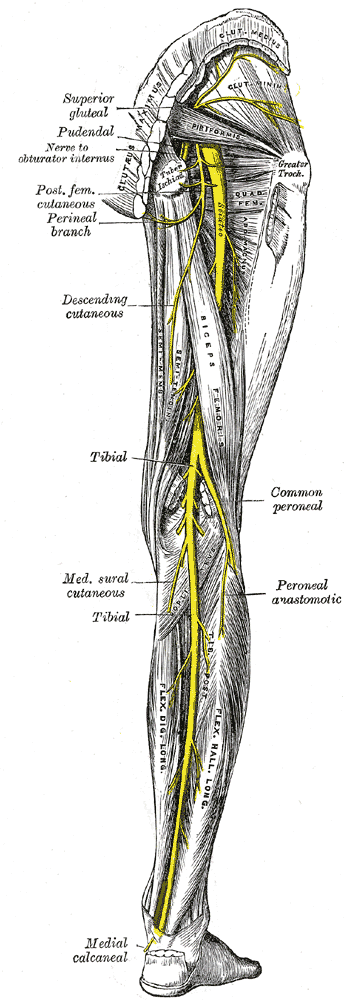
Nervul sciatic, vedere posterioară.

Nervul sciatic, numit și ischiadic sau nerv ischedic, este un nerv regăsit la om și la alte animale vertebrate, care începe în partea inferioară a plexului sacral și trece prin articulația șoldului și de-a lungul membrului inferior . Este cel mai lung și cel mai gros nerv al corpului uman, străbătând întregul picior, de la partea superioară până la fața plantară a labei piciorului.  Nervul sciatic asigură inervația senzitivă pentru cea mai mare parte a pielii piciorului, și inervația motorie pentru mușchii posteriori ai coapsei, ai piciorului și ai labei piciorului. Este derivat din nervii spinali de la L4 până la S3 . Conține fibre din ambele diviziuni (anterioare și posterioare) ale plexului lombosacral .

## Structura
La om, nervul sciatic este format din segmentele nervoase L4 până la S3 ale plexului sacral, o colecție de fibre nervoase care ies din canalele intervertebrale spre partea sacrală a măduvei spinării . Fibrele se unesc pentru a forma un singur nerv anterior de mușchiul piriform, trecând ulterior pe sub piriform și prin foramenul sciatic mare, ieșind din pelvis .  :422–4 De aici, călătorește pe coapsa posterioară, posterior mușchiului adductor mare și anterior de bicepsul femural, până la fosa poplitee. Aici, nervul se împarte în cele două ramuri ale sale:  :532
- Ramura tibială (nervul tibial), care se deplasează de-a lungul compartimentului posterior al gambei, trecând medial de calcaneu și ajungând pe fața plantară a piciorului
- Nervul peronier comun (numit și nervul fibular comun ), care se deplasează de-a lungul compartimentelor anterior și lateral al gambei, despărțindu-se în dreptul fibulei într-o ramură profundă și o alta superficială. Acestea se termină pe fața dorsală a piciorului.

Nervul sciatic este cel mai mare nerv al corpului uman.  :422–4

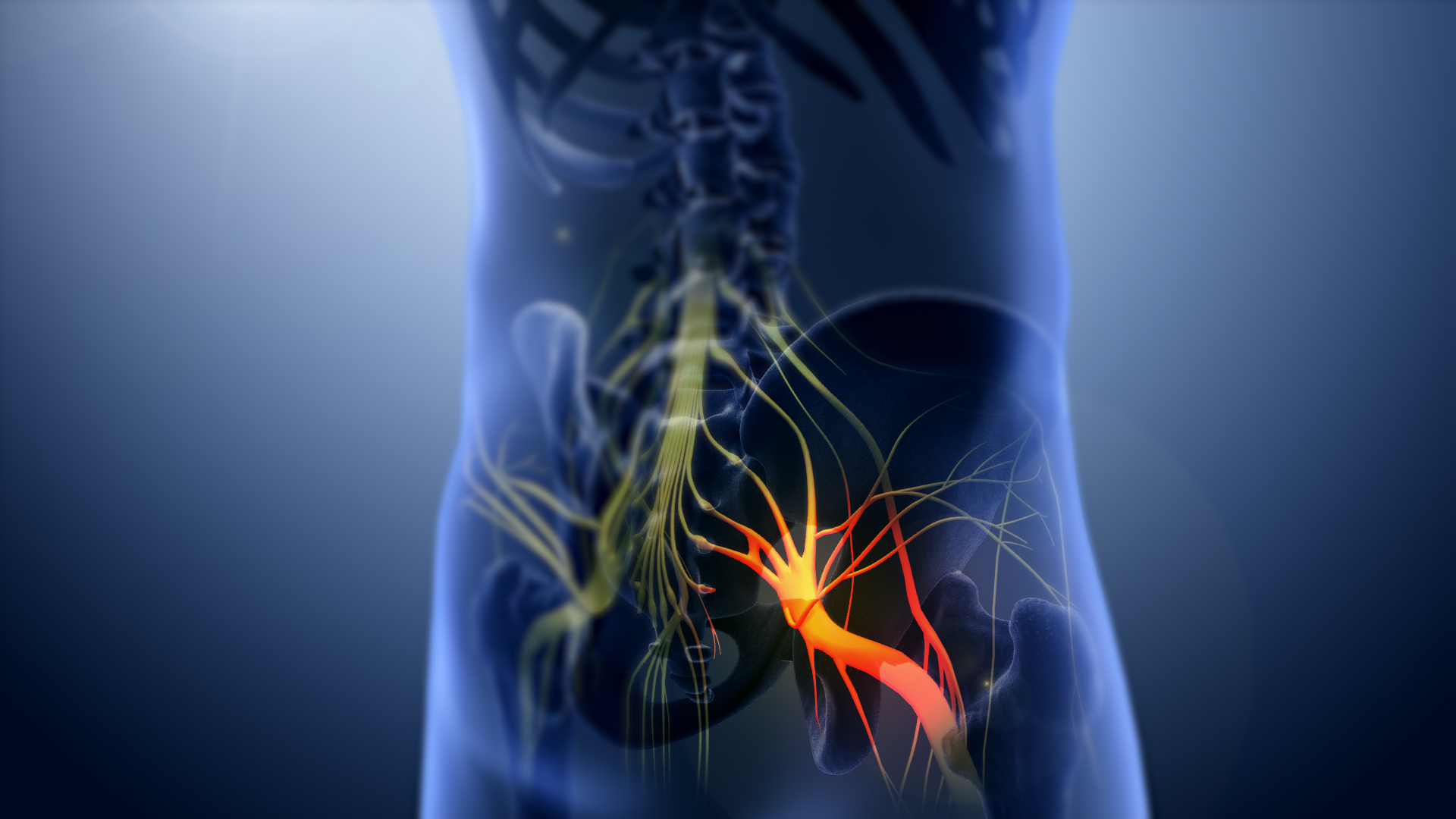
Imagine 3D arătând sciatica.

## Semnificație clinică

### Sciatică
Durerea cauzată de o compresiune sau iritare a nervului sciatic,  se numește generic sciatică . Cauzele obișnuite ale sciaticii includ următoarele afecțiuni ale spatelui și șoldului: hernie de disc, degenerația discului vertebral, stenoză spinală lombară, spondilolisteză și sindromul piriform.  Alte cauze acute ale sciaticii includ: tuse, hipertensiune musculară și strănutarea. 

### Afecțiuni
Leziunea nervului sciatic apare între 0,5% și 2,0% din cazuri în timpul înlocuirilor de șold. Paralizia nervului sciatic este o complicație a artroplastiei totale de șold, cu o incidență de la 0,2% la 2,8% din cazuri.  În timpul procedurii, în cazuri rare, un șurub, o bucată ruptă de sârmă trochanterică, un fragment de metalcrilat de metil folosită ca ciment în înlocuirile totale de șold, sau diverse proteze (exp. Burch-Schneider) poate afecta nervul; acest lucru poate provoca paralizia nervului sciatic, care se poate vindeca după extragerea fragmentului compresiv și eliberarea nervului. Nervul poate fi înconjurat în celuloză regenerată oxidată pentru a preveni afecțiuni viitoare. 
Osteotomia periacetabulară Bernese a rezultat în afecțiuni ale nervului sciatic în 2,1% din cazuri dintr-un total de 1760 de pacienți, dintre care aproximativ jumătate au avut parte de o recuperare completă într-o perioadă medie de 5 luni jumătate.
Leziunile nervului sciatic pot apărea, de asemenea, în urma injecțiilor efectuate în mod necorespunzător în fese, ce pot duce la pierderi senzoriale.  :66

### Investigare
Investigarea nervului sciatic se poate face prin endoscopie, o procedură minim invazivă, pentru a evalua leziunile nervului. Tratamentul endoscopic pentru decompresia nervului sciatic a fost încercat în sindromul piriform, apelându-se la secționarea benzilor cicatrizate fibrovasculare, eliberarea tendonului piriform, . Pacienții au fost tratați cu decompresie a nervului sciatic prin rezecția benzilor cicatrice fibrovasculare, eliberarea tendoanelor musculare (a mușchiului piriform, al celui obturator intern sau cvadriceps femural) sau afectarea tendonelor mușchilor ischiogambieri. Rezultatele au fost pozitive, obținându-se îmbunatățirea funcțiilor și scăderea durerii de șold. 

### Anestezie
Semnalele de la nervul sciatic, și de la ramurile sale, pot fi blocate pentru a întrerupe transmiterea semnalului de durere din zona de inervație, prin efectuarea unui blocaj nervos regional numit blocaj nervos sciatic. 

## Societate și cultură
Conform legii iudaice, nervul sciatic ( ebraică : Gid hanasheh ) nu poate fi mâncat, pentru a comemora pătimirea lui Iacob în lupta sa cu îngerul, conform capitolului 32 din Geneză. 